# KSK

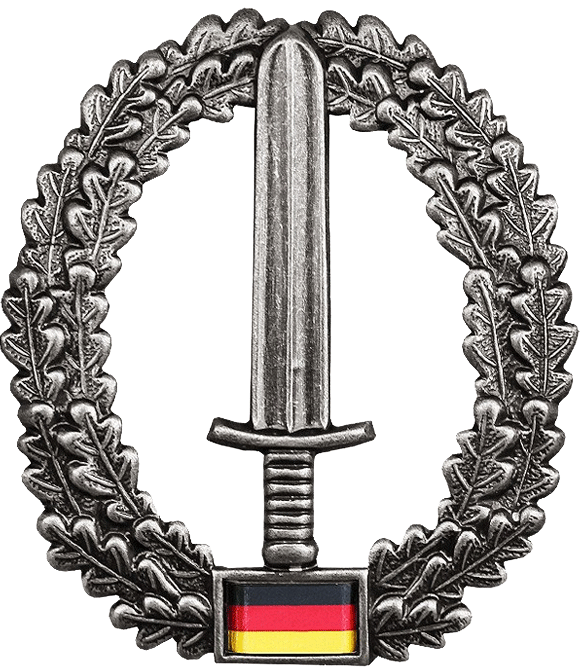
Logo van de KSK

KSK (Kommando Spezialkräfte) is een Duitse speciale militaire eenheid.

## Oprichting
De KSK werd in 1994/1995 opgericht om tegemoet te komen aan de belangen van het herenigde Duitsland en de nieuwe defensieve uitdagingen van het tijdperk na de Koude Oorlog. Kerntaken van de organisatie is buitenlandse interventie ter bescherming van Duitse burgers en het behartigen van de nationale Duitse defensie. De eenheid kan internationaal worden ingezet in omstandigheden waar de reguliere Duitse strijdkrachten niet voor aangepast zijn (bijvoorbeeld in jungle- en woestijnoperaties). De directe aanleiding voor de vorming van de eenheid vindt zijn oorsprong in de Rwandese Burgeroorlog waarbij Franse en Belgische para's werden ingezet om elf Duitse burgers te redden omdat er geen geschikte Duitse strijdkrachten beschikbaar waren. In het vierde kwartaal van 1995 werd uit bijzonder opgeleide officieren en onderofficieren een speciale eenheid opgericht met de naam "Redden en Bevrijden" ("Retten und Befreien") die uit de GSG9 (C9) werd samengesteld. De KSK kan als militaire eenheid in tegenstelling tot de GSG9 (legaal) optreden in buitenlandse militaire operaties. De GSG9 wordt in specifieke gevallen echter ook in het buitenland ontplooid.

## Operationele kenmerken
KSK eenheden worden ingezet in missies die vergelijkbaar zijn met het Korps Commandotroepen of de Britse SAS-eenheden. In tegenstelling tot de GSG9 is de KSK een militaire eenheid die naast verkenningsopdrachten, het redden van Duitse burgers ook offensieve opdrachten uitvoert zoals sabotage of gerichte commando-aanvallen achter vijandelijke linies. De KSK opereert veelal in kleine groepen die naast de speciale opleiding ook over een breed arsenaal van het allermodernste wapentuig kunnen beschikken. De KSK werkt vaak samen met de Duitse inlichtingendienst.
De missies van de KSK zijn in hoofdzaak toegespitst op volgende elementen:
- Defensie van Duitsland of het NAVO-grondgebied
- De-escalatie van crisis situaties
- Vredeshandhaving/ondersteuning voor vredesmissies
- Strategische verkenningsopdrachten
- Offensieve operaties achter vijandelijke linies
- Bevrijden/redden van gijzelaars/burgers/soldaten
- Vernietiging van vijandelijke communicatie capaciteit

## Samenstelling van de Kommando Spezialkräfte
De commandotroepen van de KSK worden naargelang hun bijzondere vaardigheden ingedeeld in vier commandogroepen:
- I.   Landoperaties
- II.  Luchtoperaties
- III. Amfibie-operaties
- IV.  Gebergte en arctische-operaties

Elk peloton bestaat uit vier teams van vier man. Elk van de vier mannen is gespecialiseerd in een van volgende domeinen: communicatie, explosieven, medische hulp, inlichtingen en een van de vier treedt op als teamleider. Een van de 4 pelotons is getraind in het redden/bevrijden van gijzelaars. Ten minste enkele van de commando's zijn getraind in het besturen van voertuigen op hoge snelheid.

## Selectie en opleiding
Een KSK-training duurt ongeveer 3 jaar. Het selectieproces en de basistraining voor nieuwkomers duurt ongeveer 3 maanden en combineert de beste elementen van de opleidingen van de SAS en het Korps Commandotroepen.
Hieronder volgt een overzicht van de minimale vereisten waaraan een kandidaat commando dient te voldoen om toegelaten te worden tot het KSK-opleidingstraject:
- Officieren dienen jonger dan 30 te zijn, onderofficieren jonger dan 32
- Kandidaten moeten uit het leger afkomstig zijn (marine, landstrijdkrachten, luchtmacht)
- Kandidaten moeten minimaal tekenen voor een dienst van 6 jaren bij de KSK
- Einzelkaempferlehrgang 1: dit betreft een trainingsparcours dat alle officieren en de meeste ervaren onderofficieren succesvol moeten hebben beëindigd
- Selectieproces te Calw in het Zwarte Woud:
  - 1 dag psychologische tests
  - 1 selectieweek
  - 2 dagen lichamelijkegeschiktheidstests, die naast de standaardtests als 1 minuut sit-ups, 1 minuut push-ups, 3 tienmetersprints, standspringen en 12 minuten lopen en 500 meter zwemmen binnen 15 minuten bestaan uit de volgende onderdelen:
- Standaard Duits Gevechtsparcours afleggen in max. 1:40
- 7 km veldloop met 20 kg uitrusting in 52:00 min.
  - 3 dagen bijkomende psychologische tests

Pas als deze "elementaire" screening met succes voltooid is, kan een nieuwe rekruut deelnemen aan de opleiding tot KSK-commando. Hij begint dan met de basiscommando-opleiding, die bestaat uit een week training waarbij de rekruut blootgesteld wordt aan extreme omstandigheden, zoals een 160 km lange mars in 4 dagen met volledige uitrusting en meestal een aantal niet aangekondigde hindernissen en hinderlagen.
In het tweede deel van de basiscommandotraining wordt de rekruut onderworpen aan een 3 weken durende overlevingstocht.
Na het voltooien van de gespecialiseerde opleiding wordt een nieuwe rekruut toegewezen aan een operationele eenheid. Een aantal rekruten worden eveneens opgeleid in autorijden met hoge snelheid.